# Górzyce
Górzyce est une localité polonaise de la gmina de Kąty Wrocławskie, située dans le powiat de Wrocław en voïvodie de Basse-Silésie.